# Judentum in Bern
Die Geschichte der Juden in Bern reicht mindestens bis ins Mittelalter zurück. Nach der Vertreibung und Verfolgung der Juden während und nach der Pestepidemie (1349) konnten bis ins 19. Jahrhundert nur wenige Juden im Kanton Bern leben und arbeiten. Die Jüdische Gemeinde Bern wurde 1848 gegründet und ist bis heute aktiv.

## Mittelalter
Die erste Erwähnung von Juden in Bern stammt aus dem Jahr 1259. Das Vorhandensein einer Synagoge, eines Friedhofs und eines Judenviertels zeugt von einer blühenden jüdischen Gemeinde. Die Judengasse befand sich neben dem Inselkloster in der heutigen Kochergasse. Die Synagoge und das Judentor standen auf dem Gelände des heutigen Bundeshauses, respektive vor dessen Haupteingang.
Der Friedhof wurde um 1323 verkauft, lediglich zwei mittelalterliche Grabsteine sind erhalten geblieben. Das Judenviertel wurde 1901 durch Neubauten verdeckt und im Jahr 2003 teilweise freigelegt. Die überwiegend armen mittelalterlichen Juden in Bern lebten vom Geldverleih, Pfandleihe, Vieh- und Gebrauchtwarenhandel. Einige erlangten Anerkennung als Ärzte. Schutzbriefe erlaubten den Aufenthalt und regelten Steuern, Beruf und Religionsausübung. Nach dem Vorwurf des Ritualmordes an dem Kind Rudolf von Bern, der im Berner Münster als Märtyrer geehrt wurde, wurde die kleine jüdische Gemeinde 1294 verfolgt und vertrieben.
Der Ausbruch der Pestepidemie in den Jahren zwischen 1348 und 1349 löste in ganz Europa eine Vielzahl von antijüdischen Pogromen aus. Bei der Verbreitung von Gerüchten über Brunnenvergiftungen aus der französischsprachigen in die deutschsprachige Schweiz spielte Bern eine zentrale Rolle. Doch trotz gewaltsamer Morde und Verfolgungen von 1348 bis 1350 kehrten einzelne Juden 1375 nach Bern zurück. Nach antijüdischer Agitation durch den Chronisten Konrad Justinger fanden 1392 und 1427 weitere Vertreibungen statt. Bis 1798 durften sich in der Stadt nur jüdische Kaufleute und Ärzte, die auf Reisen waren, aufhalten.

## 17. und 18. Jahrhundert
Über das Judentum in Bern im 17. und 18. Jahrhundert ist wenig bekannt. Im Jahr 1648 schickte die Stadt eine Direktive an ihre Aargauer Beamten, in der sie die Ausweisung der Juden forderte. Den Beamten, die die Juden tolerierten, drohte eine Geldstrafe von 100 Gulden. Wenige Wochen später wurde diese Forderung auf Wunsch der Juden herabgesetzt. Folgend erhielten sie die Erlaubnis, frei zu reisen und die Märkte und Messen in der Region zu besuchen.
Im Jahr 1787 wurden die Berner Juden erneut vertrieben, und der Stadtrat untersagte jeglichen Handel mit ihnen. Ebenso wurde ihnen der Aufenthalt in der Grafschaft verboten. Dieses Verbot betraf auch die Surbtaler Juden, die unter dem Schutz von Baden standen.

## 19. Jahrhundert
Zu Beginn des 19. Jahrhunderts konnten sich einzelne Juden in Bern niederlassen, doch die offizielle Niederlassungsfreiheit wurde erst 1846 in der Region eingeführt. Daraufhin gründeten elsässische Juden 1848 die «Corporation der Israeliten der Stadt Bern», die später in «Jüdische Gemeinde Bern» umbenannt wurde. Ab 1856 diente das Reihenhaus «Hinter den Speichern» in der Anatomiegasse (heutige Genfergasse) als Synagoge. Der Rabbiner von Hegenheim betreute dort die Gemeinde, und die Verstorbenen wurden an diesem Ort begraben. 1871 wurde der heutige Friedhof an der Papiermühlestrasse angelegt, und 1906 weihte die Gemeinde ihre maurisch-orientalische (Berner) Synagoge an der Ecke Kapellenstrasse/Sulgeneckstrasse ein. Etwa 30 Jahre lang gab es eine eigene osteuropäische jüdische Gemeinde.

## 20. Jahrhundert
Um das Jahr 1910 zählte die jüdische Gemeinde etwa 1000 Mitglieder. Viele von ihnen kamen aus Osteuropa, unter ihnen auch russische Studierende. Die berühmteste jüdische Studentin aus Russland war Anna Tumarkin, die später als erste Professorin an der Universität Bern arbeitete. Dazu war sie die erste Frau in Europa, die in einem Universitätsrat tätig war. Der wichtigste Beitrag Berns zur Wissenschaft, Albert Einsteins Relativitätstheorie, wurde von der Marktgasse aus verfasst. Einsteins Wohnung befand sich in der Berner Altstadt, ganz in der Nähe von der alten Uhr (Zytglogge). Die Wohnung ist heute ein Museum, und das Historische Museum Bern zeigt eine Dauerausstellung zu Einstein.
Während des Zweiten Weltkriegs führte der Verkauf von Exemplaren des antisemitischen Pamphlets Protokolle der Weisen von Zion zu einem Prozess vor dem Berner Gericht («Berner Prozess»). Die Kläger (der «Schweizerische Israelitische Gemeindebund» und die «Israelitische Cultusgemeinde Bern» (heute die «Jüdische Gemeinde Bern»)) gewannen den Prozess, und der vorsitzende Richter erklärte die Protokolle für eine Fälschung.
In dieser Zeit operierte die «Berner Gruppe» (Ładoś-Gruppe). Dies war eine geheime Gruppe jüdischer Helfer, die zusammen mit polnischen Diplomaten mit gefälschten lateinamerikanischen Papieren und Schutzbriefen das Leben von Hunderten von Juden retteten.
Der Kanton Bern hat die jüdische Religionsgemeinschaft 1995 öffentlich-rechtlich anerkannt und sie den Landeskirchen gleichgestellt. Die Gemeinde hat rund 340 Mitglieder. Laut ihrem Leitbild ist die «Jüdische Gemeinde Bern» «offen und tolerant gegenüber allen jüdischen religiösen Ausrichtungen».